# Georg Brune
Georg Heinrich Jacob Serg, genannt Brune, (* 14. März 1811 in Sassendorf; † 12. Januar 1891 in Hörde) war ein deutscher Militär und Gefängniswärter. Er war ein Freund des Revolutionärs und späteren amerikanischen Innenministers Carl Schurz und wurde als Ausbruchshelfer bei der Flucht des Schriftstellers Gottfried Kinkel aus dem Zuchthaus Spandau bei Berlin in der Nacht vom 6. auf den 7. November 1850 bekannt.

## Leben
Georg Brune war der Sohn des Landwirts Franz Andreas Serg, genannt Brune, und dessen Ehefrau Anna Maria Margarethe Louise, geb. Huhnecke. Er wuchs auf dem elterlichen Hof im westfälischen Sassendorf auf und heiratete am 8. März 1831 Wilhelmine Lange. Das Paar hatte einen Sohn, Bruno, der am 20. Mai 1832 in Soest geboren wurde, und eine Tochter, Helene, die am 31. Juli 1836 in Sassendorf zur Welt kam, jedoch bereits im selben Jahr verstarb. Es folgten zwei weitere namentlich nicht bekannte Töchter. Georg Brune diente im preußischen Heer im Rang eines Unteroffiziers und wurde danach Gefangenenwärter im Zuchthaus Spandau bei Berlin.

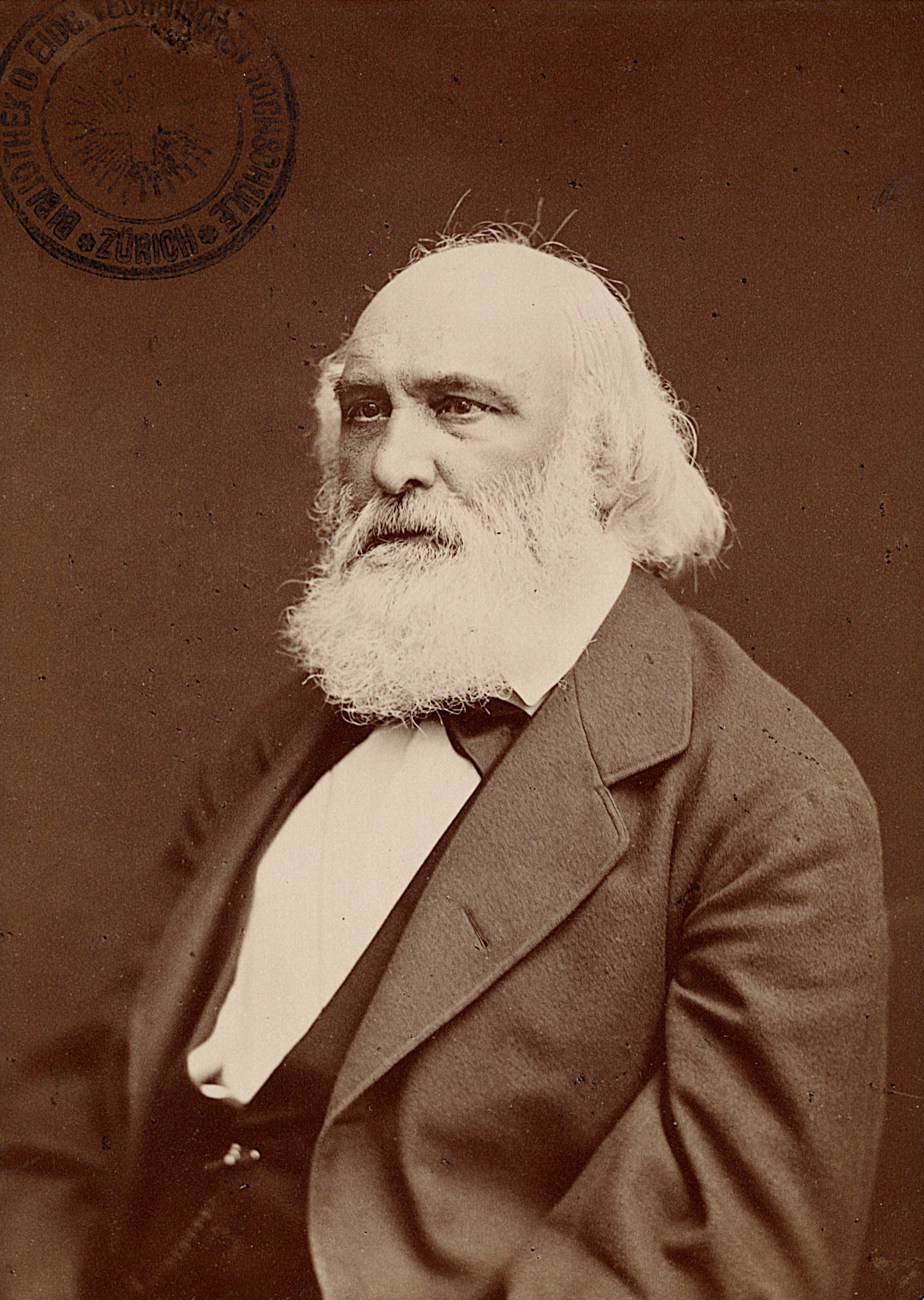
Gottfried Kinkel

In der Nacht vom 6. auf den 7. November 1850 unterstützte Brune den Revolutionär Carl Schurz bei der Flucht seines Freundes und Lehrers, des Schriftstellers Gottfried Kinkel, aus dem Zuchthaus. Kinkel saß dort ein wegen seiner Beteiligung am Siegburger Zeughaussturm und der Einnahme der Festung Rastatt im Mai 1849, an denen auch Carl Schurz beteiligt war. Schurz lernte Brune durch seine Spandauer Freunde kennen und beschrieb ihn in seinen Lebenserinnerungen als einen Mann, der sofort bereit war, ihn zu unterstützen und Kinkel zu helfen:

„Als ich ihm von Kinkel sprach und von meinem Wunsche, daß sein Elend wenigstens durch kräftigere Nahrung etwas erleichtert werde, machte Brune nicht das kläglich verlegene Gesicht eines Menschen, der zwischen seinem Pflichtgefühl und einer Zehntalernote mit sich unterhandelt. Brune trat fest auf wie ein Mann, der sich dessen nicht schämt, was er zu tun willig ist. Er sprach frei davon, ohne auf meine schrittweise vorgehenden Andeutungen zu warten. ‚Gewiß will ich dem Mann helfen, so viel ich kann,‘ sagte er. ‚Es ist eine Gottesschande, daß ein so gelehrter und tüchtiger Herr unter gemeinen Halunken im Zuchthause sitzt. Ich würde ihm selbst heraushelfen, wenn ich nicht für Frau und Kinder zu sorgen hätte.‘“

Brune wurde als Fluchthelfer identifiziert und im September 1851 für die Beteiligung an der Flucht zu vier Jahren und zwei Monaten Gefängnis verurteilt. Danach ging er zu seiner Familie nach Sassendorf zurück. Dort bewirtschaftete er den elterlichen Hof und lebte unter anderem von seinem Honorar in Höhe von 400 Talern für die Fluchthilfe.
In den 1860er Jahren zog die Familie nach Hörde, heute ein Stadtteil von Dortmund, wo Brune eine Anstellung als Platzmeister und später als Pförtner des Hörder Bergwerks- und Hütten-Vereins der Hermannshütte annahm. Ab etwa 1866, dem Todesjahr seiner Frau, wohnte er in der Pförtnerloge am Haupteingang des Werkes, wobei er einen nicht mehr nutzbaren und wurmstichigen Sarg als Bettersatz nutzte. Mit Carl Schurz und Gottfried Kinkel stand Brune auch in seinen späteren Lebensjahren und nach deren Emigration in Kontakt. So unterstützte Schurz ihn mindestens 1878 mit einer Geldanweisung von 100 US-Dollar, umgerechnet etwa 400 Mark, und sendete ihm Grüße, konnte ihn jedoch bei einem Deutschlandaufenthalt 1888 nicht treffen. Er schrieb dazu:

„Als ich im Jahre 1888 von Amerika aus Deutschland besuchte und mein Aufenthalt in Berlin einige Aufmerksamkeit auf mich zog, empfing ich einen Brief, den ein Freund Brunes in seinem Auftrage an mich geschrieben hatte. Es hieß darin, daß Brune zurzeit Pförtner in einem großen Eisenwerk in Westfalen sei, daß es ihm gut gehe, obgleich er anfange, die Beschwerlichkeiten seines hohen Alters zu fühlen, und daß er gern wissen möchte, wie ich mich befände. Ich antwortete sogleich, gab ihm über mich die gewünschte Auskunft und bat um sein Bild. Derselbe Freund schrieb mir wieder, Brune habe sich über meinen Brief sehr gefreut, aber er sei in seinem Alter noch eigensinniger geworden, als er es früher gewesen; er habe sich nie wollen photographieren lassen und sei auch jetzt nicht dazu zu bewegen. Ich wünschte lebhaft, Brune noch einmal zu sehen, und beabsichtigte ihn zu besuchen. Aber verschiedene Umstände machten die bereits vorbereitete Reise zu meinem großen Leidwesen unmöglich.“

Kinkel traf ihn bei einem Besuch, bei dem er auch mit dem deutschen Reichskanzler Otto von Bismarck zusammentraf.
Brune starb am 12. Januar 1891 an den Folgen einer Lungenentzündung im Hütten-Hospital und wurde am 16. Januar auf dem Friedhof im Bickefeld beigesetzt. Bei der Auflösung des Friedhofs 1932 wurde er exhumiert und aus Kostengründen ohne Grabstein zum evangelischen Friedhof umgebettet.

## Belege
1. 1 2 3 4 5 6  Walter Keßler: Ein eigenwilliger Westfale. Georg Brune, wichtigster Helfer bei Gottfried Kinkels Befreiung aus dem Zuchthaus Spandau. In: Jahrbuch der Stadt Erftstadt 2022. Erftstadt 2021, S. 41–47.
2. ↑  Carl Schurz: Lebenserinnerungen. Band 1. Georg Reimer, Berlin 1906, S. 300 (Volltext).
3. ↑  Carl Schurz: Lebenserinnerungen. Band 1. Georg Reimer, Berlin 1906, S. 349 (Volltext).